# Flaherty Island
Flaherty Island är en ö i Kanada.   Den ligger i Hudson Bay i territoriet Nunavut, i den östra delen av landet, 1 200 km norr om huvudstaden Ottawa. Ön har en yta på 1 585 km²
Trakten runt Flaherty Island består i huvudsak av gräsmarker.